# Plat (Chorwacja)
Plat – wieś w Chorwacji, w żupanii dubrownicko-neretwiańskiej, w gminie Župa dubrovačka. W 2011 roku liczyła 302 mieszkańców.